# カトラ火山

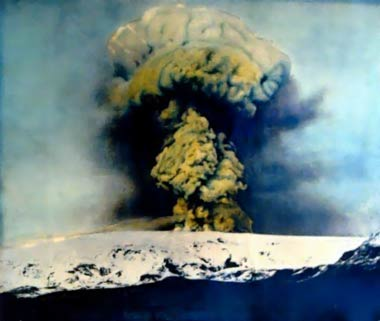
1918年の噴火の様子

カトラ火山（アイスランド語: Katla）とはアイスランドにある火山である。

## 解説
カトラ火山は小村ヴィークの北にある火山で、山自体の標高は1493メートル。その上をミールダルスヨークトル氷河が595平方キロメートルにわたって覆っている。その西方にはこの氷河よりは小規模なエイヤフィヤトラヨークトル氷河が知られている。
カトラ火山はアイスランドでもっとも危険といわれる火山の一つである。氷河の下にあるために噴火すると付近は大規模な洪水となる。火口の大きさは直径10キロメートル。
40-80年おきに噴火しており、最後の大規模噴火は1918年に起こった。幅10kmの噴火で、溶け出した氷河の水が毎分1800万ｔ（ナイル＋ミシシッピの平均水量の10倍）でふもとをおそった被害が特筆される。その後、1955年に小規模な噴火の兆候があり、最近は2011年にも小規模な噴火があった。
文献上は930年の記録が最も古く、以来、16の噴火が記録されている。ノルウェーやスコットランドなど、北大西洋沿岸を中心に見られる紀元前1万600年頃のヴェッデ灰地層は、カトラ火山から噴出したテフラが降り積もったものと考えられている。すぐ横にあるエイヤフィヤトラヨークトル火山が噴火して数年後に噴火することが多いとされる。
ラキ火山やエルトギャゥと共に火山列を構成している。この火山列は世界で最も大規模なものの一つで、18世紀には1721年のカトラ火山噴火を手始めに大規模な活動を起こし、アイスランドに深刻な被害を与えている。
もっとも、最近は大きな噴火が起こっていないため、ミールダルスヨークトル氷河の上でスキーやスノーモービルなどの観光サービスが行われている。
カトラ火山と周辺の火山群、ヴァトナヨークトル氷河の一部やクヴォルスヴォールル村などの地域がユネスコ世界ジオパークに指定される。

## 文献に残る火山活動
カトラ噴火に関する文献記録は、移民初期から17世紀にかけての例は信頼性に欠ける。
894年の決壊でも6軒の農家と、ホルムス川とハーヴルスエイ（仮カナ表記）の残丘のあいだの草原を全滅させたとされる。
「ストゥルラの決壊」（Sturluhlaup）といってストゥルラ・アルングリームソンと乳飲み子のみが生存したという噴火決壊も1311年の事件として伝わるが、この年代層のテフラ出土はみつからないので、おそらく1500年頃に発生した噴火にまつわる逸話だと考察される。「ストゥルラの決壊」では、ミールダルスサンドゥルの Lágeyjarhverfi 地区が壊滅したと伝わる。
また詩のエッダの「巫女の予言」の一節が、特にカトラ火山の噴火の描写であるとする意見もある（ § 神話説参照）。

## 民話・神話
民話においてはカトラという魔女が、火山を覆うミールダルスヨークトル氷河に氷河湖決壊洪水（ヨークルフロイプ）を引き起こした、という昔話的な伝承が残されている。
この民話は「カトラとカトラの裂け目（）」（Katla eða Kötlugjá）」の題で、ヨウン・アウルトナソンのアイスランド民話集（1862年）に所収される。成立はおそらく19世紀よりもかなり古い、なぜならばこの説話の時代設定がシックヴィバイル修道院（仮カナ表記。Þykkvabæjarklaustur）。が運営された当時であり、カトリック系であった同修道院は1550年に廃院に追い込まれている。
「カトラとカトラの裂け目」の要約（抄訳）は以下の通りである：

（時は宗教改革以前の頃）シックヴィバイル（仮カナ表記。Þykkvibær ）修道院には修道院長が赴任し、カトラというお付きの家政婦がいたが、たいそう魔術（fjölkynngi）が巧みで気難しく、院長を含め周りから恐れられた 。カトラは魔法のズボン/股引（brók）を有していた。身に着ければどこまでも疲労せずに歩けるという品であるが、有事の際にしか使わないことにしていた。秋のある日、羊飼いのバルジは、院長とカトラが外出の饗宴から戻るまでに羊を集めなくてはならなかったが、はぐれた羊がいたのでカトラの股引を拝借して捕まえた。カトラに発覚し、不意打ちにされ、酸味ホエイ樽（sýruker）に沈めて溺死させられた。しかし冬がつづくと、だんだんホエイが減ってきて、カトラは「そのうちバルジが現れる」とつぶやくのを聞きとがめられるようになった。そのうち犯罪が露見し、刑罰はまぬかれないと観念した彼女は、魔法の股引を院を去り、東北の方角のいずこかに消えていった。おそらく氷河に身ごと突っ込んだのかと思われた。そして間もなくすると、氷河決壊（[ヨークトル]フロイプ）が発生し、修道院やアゥルフタヴェルに向かったという。

地質学的な形成がいろいろカトラにちなんで命名される。民話の題名にもあるように「カトラの裂け目」（コトルギャゥ、Kötlugja ）は魔女にちなむという伝承があり、氷河で平らにされた「カトラの砂原」（コトルサンドゥル、Kötlusandur）もまた然りである。この氷河で起こる決壊も「カトラの決壊」（コトルフロイプ、Kötluhlaup）と呼称されている。

### 神話説
北欧神話を現代に伝える詩の1編『巫女の予言』は1000年頃に編纂されたが、その一節には、夏でありながら日の光が暗くなる（svört verða sólskin）という表現がある。アイスランドの地質学者シーグルズル・ソゥラリンソン（1912年 - 1983年）はその著書において、この一節は詩が書かれた当時に起こったカトラ火山の噴火に基づく記述だとした。ソゥラリンソンはテフラを分析して火山の噴火の年代を測定しており、カトラ火山が噴火した時期を地質学的証拠から推定すると同時に古い文献に残る記録から裏付けようとしていた。そして同国の文学者シーグルズル・ノルダル（1886年 - 1974年）は、1918年のカトラ火山の噴火の際に火山灰によって太陽の光が弱められ周囲が暗くなったのを目の当たりにしたとき、『巫女の予言』のこの節の意味が理解できたと著書で述べている。

## 関連項目

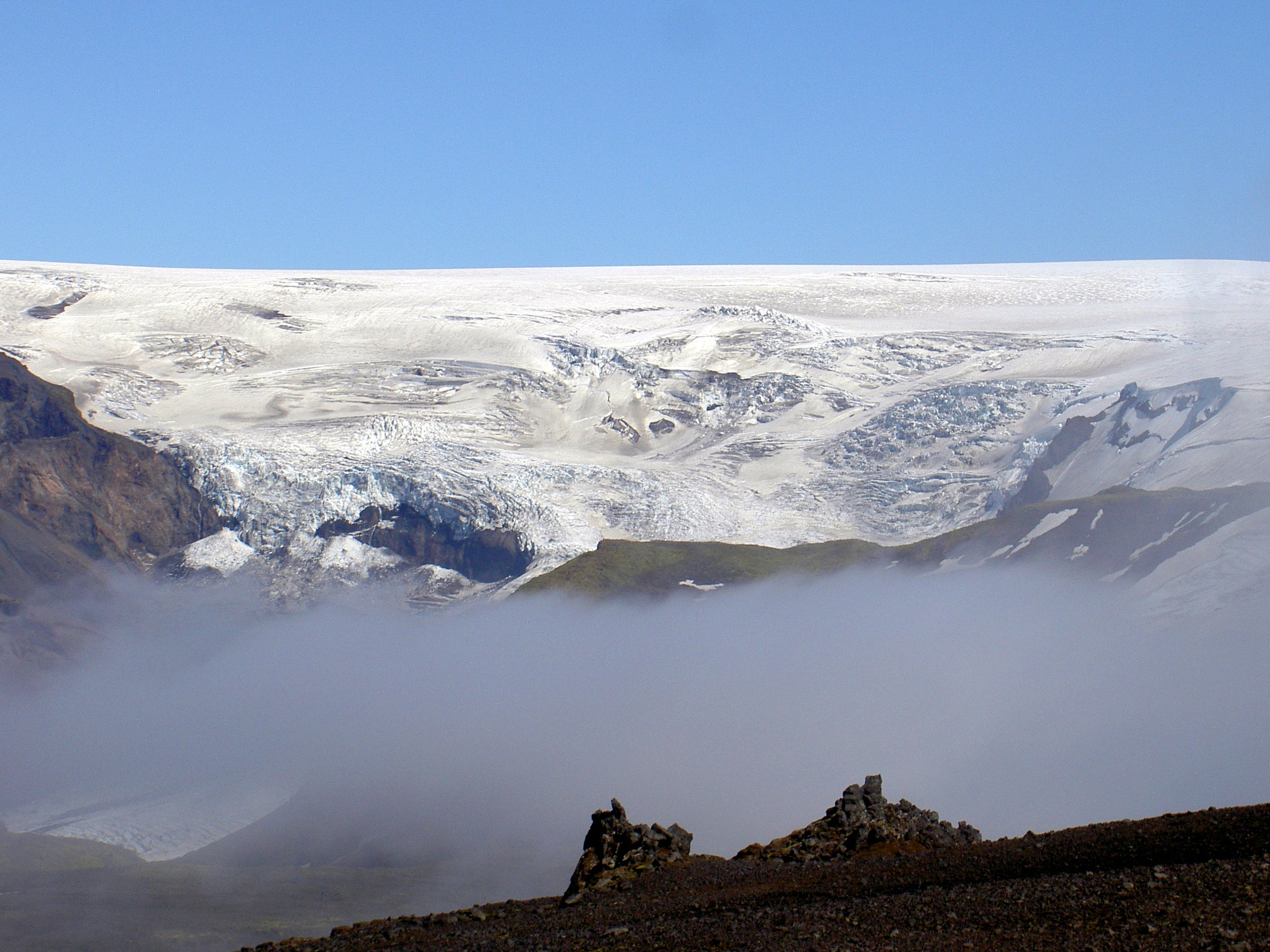
ミールダルスヨークトル氷河